# Altopiano meridionale del Camerun
L'altopiano meridionale (South Cameroon Plateau, Southern Cameroon Plateau o, in francese, Plateau Sud-Camerounais) è la regione geografica principale del Camerun. 

## Descrizione
Sorge a sud del massiccio dell'Adamaoua e a sud-est della linea vulcanica del Camerun e digrada a sud e ad ovest cedendo il posto alla pianura costiera del Camerun a sud-ovest e al bacino del Congo a sud-est. 
È caratterizzato da colline e vallate nella parte sud-occidentale e da un penepiano più pianeggiante in quella sud-orientale. Massicci isolati interrompono la monotonia del paesaggio, soprattutto nel sud-ovest. Il basamento della pianura è costituito da rocce metamorfiche. I suoli sono ferrallitici e lateritici, di colorazione variabile dal rosso o marrone nell'interno al giallo sulla costa, e soggetti al dilavamento della silice, pertanto sono produttivi solamente previo l'impiego di fertilizzanti.
L'altopiano è caratterizzato da quattro stagioni principali, due umide e due secche. Le precipitazioni sono elevate, specialmente lungo la costa. La temperatura media si scosta poco dai 25 °C. 
I fiumi della regione si gettano direttamente nell'oceano Atlantico o appartengono al bacino del Congo. A sud del Sanaga, sono ricchi di acque in ogni periodo dell'anno, ma il Sanaga e i fiumi a nord di esso presentano un regime complesso caratterizzato da periodi di piena e di magra nel corso superiore e da un flusso costante in quello inferiore. La vegetazione predominante è la foresta pluviale, soprattutto nella parte meridionale dell'altopiano. Verso nord, le foreste cedono il posto alla savana.

## Topografia
L'altopiano meridionale del Camerun si estende tra 2-6° di latitudine nord e 10-16° di longitudine est; copre un'area di circa 225100 km², più della metà della superficie totale del paese. È caratterizzato da terreni in pendenza e colline dolcemente ondulate. L'altitudine varia da 250 a 800 m, con valori medi di 600 o 650 m. L'altopiano occidentale del Camerun, a nord-ovest, lo separa dalle pianure della regione sudanese, mentre a nord il terreno si eleva nel massiccio dell'Adamaoua. Qui, nella regione di Bedzare e Meiganga, da un'altitudine di 800-900 m, l'altopiano digrada dolcemente verso sud e ovest.

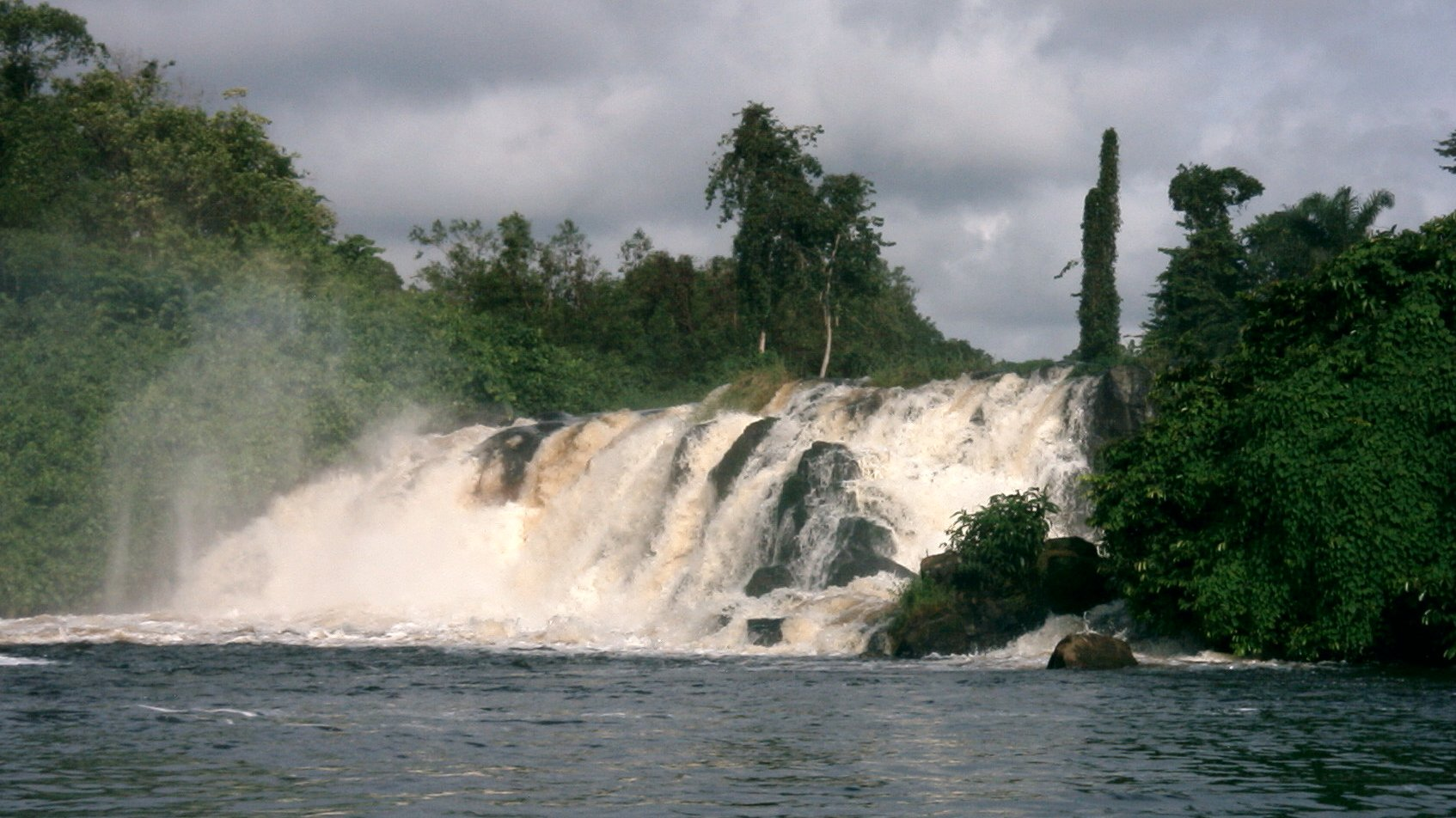
Le Lobé Falls.

Nel settore sud-occidentale, il paesaggio è dominato da grandi inselberg e da colline elevate separate da profondi burroni. Dopo una serie di scarpate, l'altopiano si apre sulla pianura costiera del Camerun. Questo aspetto morfologico ha portato alla creazione delle Lobé Falls, nei pressi di Kribi, dove il fiume Lobé si getta in mare dopo una serie di rapide. In questa zona si trovano alcuni dei punti più alti dell'altopiano, come lo Mbam Minkom vicino Yaoundé (1295 m) e il massiccio dello Ntem vicino Ebolowa (1400 m).
Nel settore sud-orientale, la transizione verso il bacino del Congo avviene con un penepiano in leggera pendenza. Le colline della parte orientale sono più dolci di quelle della parte occidentale. Note localmente come half-oranges, si possono vedere nell'area di Batouri e Bélabo. Nel sud-est, si trova il punto più basso dell'intero altopiano, la valle del fiume Sangha.

## Geologia
Il basamento dell'altopiano meridionale del Camerun è costituito da rocce metamorfiche come gneiss, mica, migmatiti e scisti. Depositi di queste rocce appaiono lungo linee di faglia a sud di Yaoundé, dove si trovano scisti e quarziti, vicino al fiume Dja, dove si trovano calcari e scisti, e lungo il fiume Ntem, dove vi sono gneiss, granito, mica, migmatite e scisti. La parte occidentale dell'altopiano è formata principalmente da gneiss. Tutte queste rocce sono antiche di milioni di anni.
I suoli dell'altopiano sono prevalentemente ferrallitici e lateritici, dovuti alla decomposizione di rocce cristalline e sedimentarie. La colorazione del suolo varia dal rosso o bruno-rossastro nell'interno al giallo lungo la costa, dove l'umidità più elevata provoca un cambiamento di colore. Il suolo è formato dalla decomposizione di rocce cristalline (granito, gneiss, scisti e micascisti) o sedimentarie nella zona costiera. I suoli hanno una profondità media di 10 metri, ma sono più sottili al nord, dove la stagione delle piogge è più breve. I depositi ferrosi nel suolo sono piuttosto duri e vengono utilizzati nella fabbricazione di mattoni. Il costante dilavamento della silice dovuto alla percolazione delle acque piovane fa sì che il suolo sia produttivo solamente grazie all'uso di fertilizzanti.

## Clima

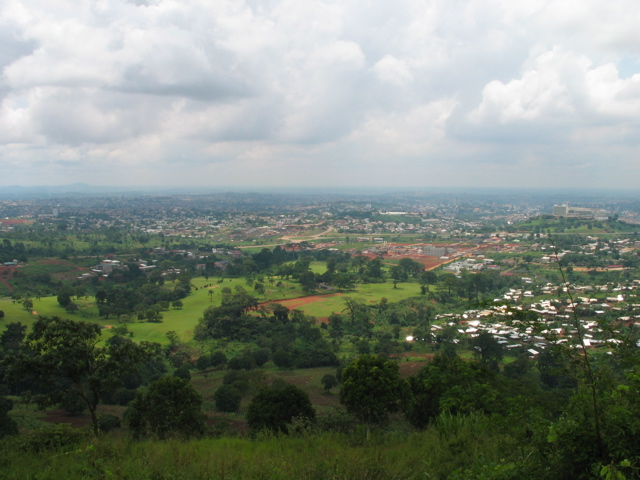
Yaoundé vista dal monte Febe.

L'altopiano meridionale del Camerun è caratterizzato da un clima equatoriale del sottotipo guineense, con quattro stagioni principali: due umide e due secche. Alla grande stagione secca che va da dicembre a marzo (o si protrae più a lungo nelle zone più settentrionali dell'altopiano) seguono la piccola stagione delle piogge da marzo a giugno, la piccola stagione secca nel mese di agosto e la grande stagione delle piogge da settembre a dicembre.
La regione riceve in media 1 500-2 000 mm di precipitazioni all'anno, e le piogge sono frequenti perfino durante le stagioni secche. Tuttavia, le precipitazioni sono più elevate nei pressi della costa e nel sud della regione e diminuiscono procedendo verso nord-est. La città costiera di Kribi, ad esempio, riceve 2 970 mm di pioggia ogni anno, Moloundou, nel sud-est, ne riceve 1 502 e Yoko 1 638.
La temperatura rimane piuttosto stabile durante tutto l'anno, attestandosi intorno ai 25 °C, ma fluttua leggermente a seconda delle stagioni. La grande stagione delle piogge è il periodo più freddo dell'anno e la grande stagione secca il più caldo. L'umidità è elevata in ogni periodo dell'anno.

## Idrografia

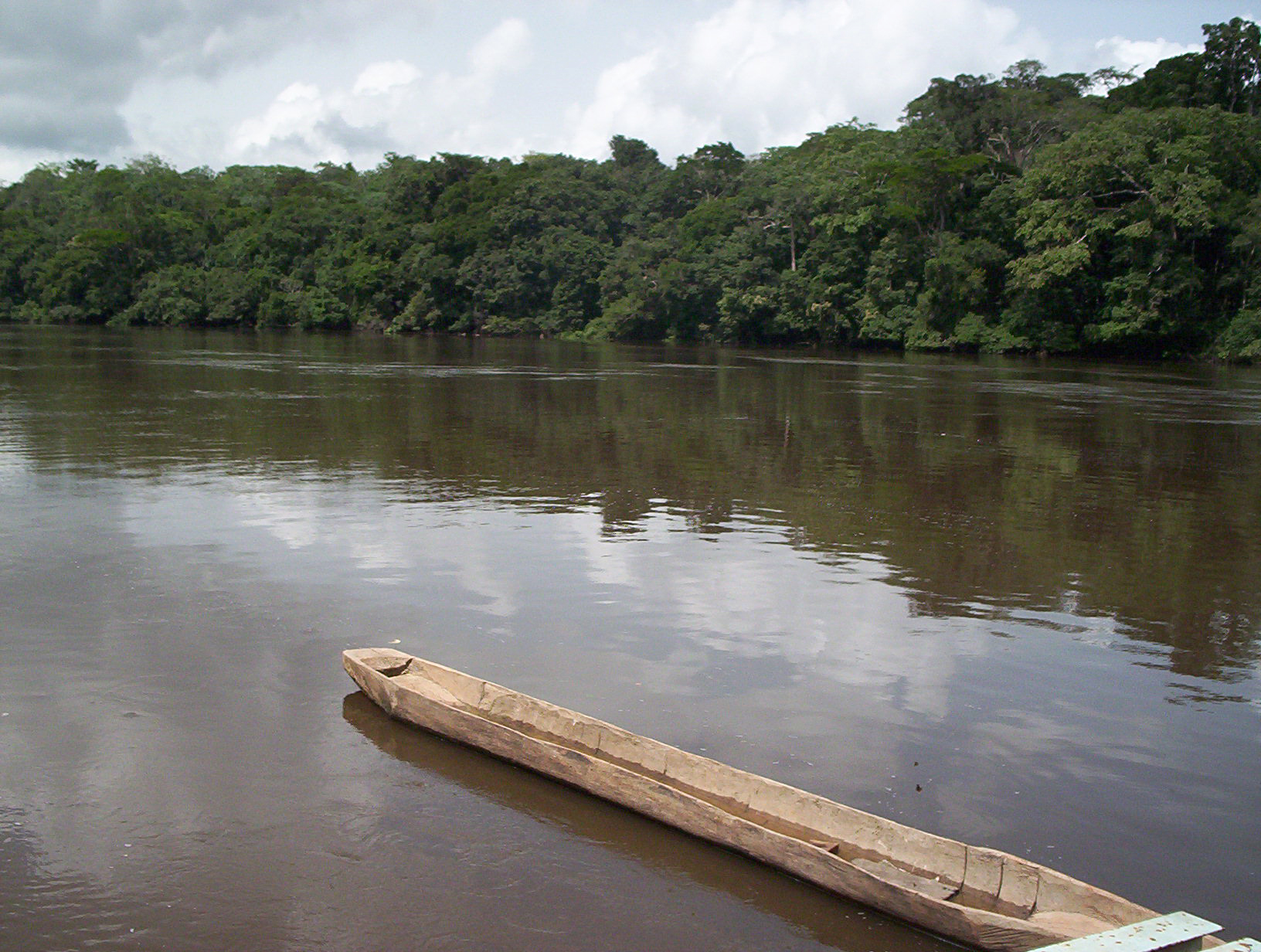
Il fiume Dja.

L'altopiano meridionale del Camerun, specialmente la sua parte sud-orientale, è attraversato da numerosi fiumi. Questi corsi d'acqua si gettano nell'oceano Atlantico o confluiscono nel bacino del Congo. I fiumi a sud del Sanaga seguono un regime di tipo equatoriale, vale a dire raggiungono la piena massima durante le stagioni delle piogge e il periodo di magra durante le stagioni secche. Nella regione hanno scavato le loro valli fiumi come il Dja, il Boumba e il Sangha, che scorrono lentamente e straripano periodicamente durante la stagione delle piogge.
Il Sanaga e i fiumi a nord di esso seguono un regime complesso, o misto, sudano-guineense, in quanto il territorio che attraversano è situato in zone caratterizzate in parte da clima tropicale e in parte da quello equatoriale. Ciò significa che il loro corso superiore, che segue un regime tropicale, è in piena durante la grande stagione delle piogge e in magra durante la grande stagione secca. Tuttavia, scorrendo verso sud, ricevono un apporto di precipitazioni costante e sono sempre carichi di acqua.

## Flora e fauna
Una fitta vegetazione ricopre l'altopiano, soprattutto nel sud. Questa comprende vasti tratti di foresta pluviale, che si sviluppa in tre o quattro strati. Gli alberi più alti hanno tronchi diritti con radici che fungono da contrafforti e raggiungono i 40 metri circa. Sotto questi si trovano alberi più sottili e più bassi, caratterizzati da chiome ricchissime di foglie. Lo strato inferiore è costituito da un sottobosco di alberelli e graminacee, che diventa meno fitto quando gli alberi più alti crescono l'uno vicino all'altro impedendo alla luce solare di filtrare. Tra le specie arboree figurano l'azobé, il bubinga, l'ebano, l'iroko, il mogano e l'obeche. Questa foresta pluviale primaria si trova nelle regioni meridionali e orientali dell'altopiano. Nei luoghi dove le attività umane hanno distrutto la foresta, per fare spazio a terreni agricoli, aree da pascolo o insediamenti umani o per ricavare legname, questa è stata soppiantata dalla foresta secondaria man mano che il manto forestale si è ricostituito. Questo è particolarmente evidente nei dintorni di Yaoundé.
Verso nord la foresta lascia gradualmente spazio alla savana guineense, che consiste in vaste distese erbose punteggiate da alberi. L'estensione della savana è aumentata man mano che le attività umane, come gli incendi, hanno ridotto il manto forestale.
Le foreste pluviali dell'altopiano ospitano un gran numero di specie animali, quali uccelli, scimmie e serpenti, ma anche elefanti, scimpanzé e molti roditori.